# Apamea rufithorax
Apamea rufithorax är en fjärilsart som beskrevs av W. Warren 1911. Apamea rufithorax ingår i släktet Apamea och familjen nattflyn. Inga underarter finns listade i Catalogue of Life.